# وزیر همبستگی و فراگیراجتماعی (تیمور شرقی)

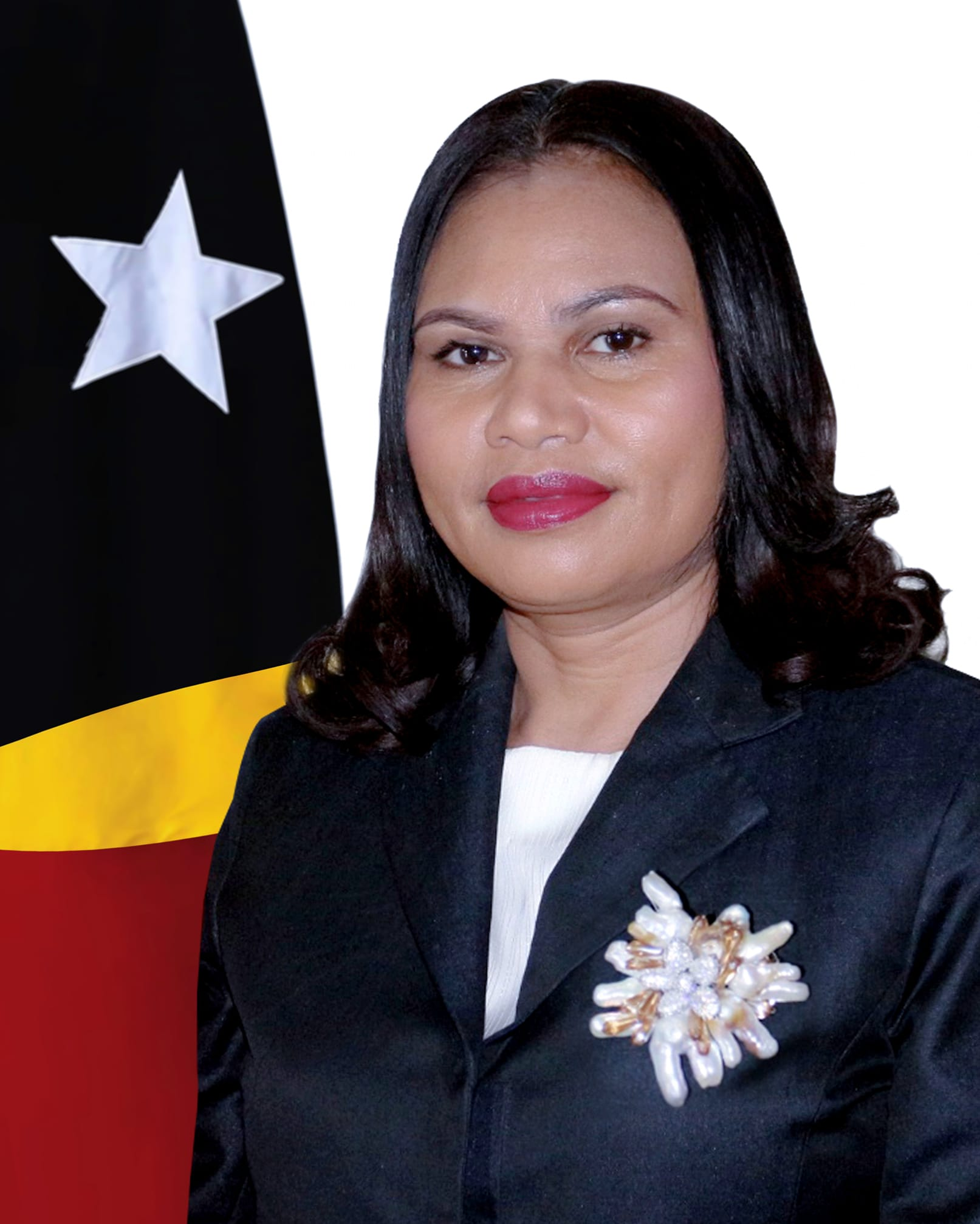
آرماندا برتا دوس سانتوس

وزیر همبستگی و فراگیر اجتماعی ( پرتغالی: Ministra da Solidariedade Social e Inclusão   , تتومی: Ministra Solidariedade Sosiál no Inkluzaun   ) یکی از اعضای ارشد دولت قانون اساسی تیمور شرقی می باشد که ریاست وزارت همبستگی و فراگیر اجتماعی بردوش دارد.

نشان تیمور شرقی

## کارکرد
براساس قانون اساسی تیمور شرقی ، وزیر دارای اختیار ها و وظایف زیر می باشد:
1. اجرای خط مشی شرح داده شده برای وزارت همبستگی و فراگیر اجتماعی؛
2. پشتوانه روابط میان دولت و سایر ارگانهای دولتی در حوزه مسئولیت وزارت.[۱]

در موردهایی که وزیر مسئول موضوع بنیادنامه دولت می باشد، وزیر نیز مجبور به امضای بنیادنامه به همراه نخست وزیر می باشد. 

## متصدی
وزیر کنونی همبستگی اجتماعی و فراگیرآرماندا برتا دوس سانتوس معاون نخست وزیر تیمور شرقی می باشد. سیگنی چاندر اوتی وردل، معاون وزیر همبستگی اجتماعی،  و ماریادو روزاریو فاطیما کوریا به او کمک می کنند., وزیر امور خارجه برای برابری و فراگیر.  